# أوتلي
مجموعة أوتلي هي شركة غذائية سويدية تنتج بدائل لمنتجات الألبان من الشوفان. تأسست الشركة في التسعينيات عبر الاستفادة من أبحاث علمية من جامعة لوند في السويد. يقع المقر الرئيسي لشركة أوتلي في مدينة مالمو ومركز للإنتاج والتطوير في لاندسكرونا. الأسواق الرئيسية لشركة أوتلي هي السويد وألمانيا والمملكة المتحدة، وكانت منتجاتها متاحة في 60.000 متجر بيع بالتجزئة و 32.200 مقهى حول العالم اعتبارًا من 31 ديسمبر 2020. تتوفر منتجات الشركة في 11000 مقهى في الصين، وفي أكثر من 6000 متجر بيع بالتجزئة ومتجر متخصص في جميع أنحاء الولايات المتحدة، بما في ذلك الآلاف من مقاهي ستاربكس.

## تاريخ

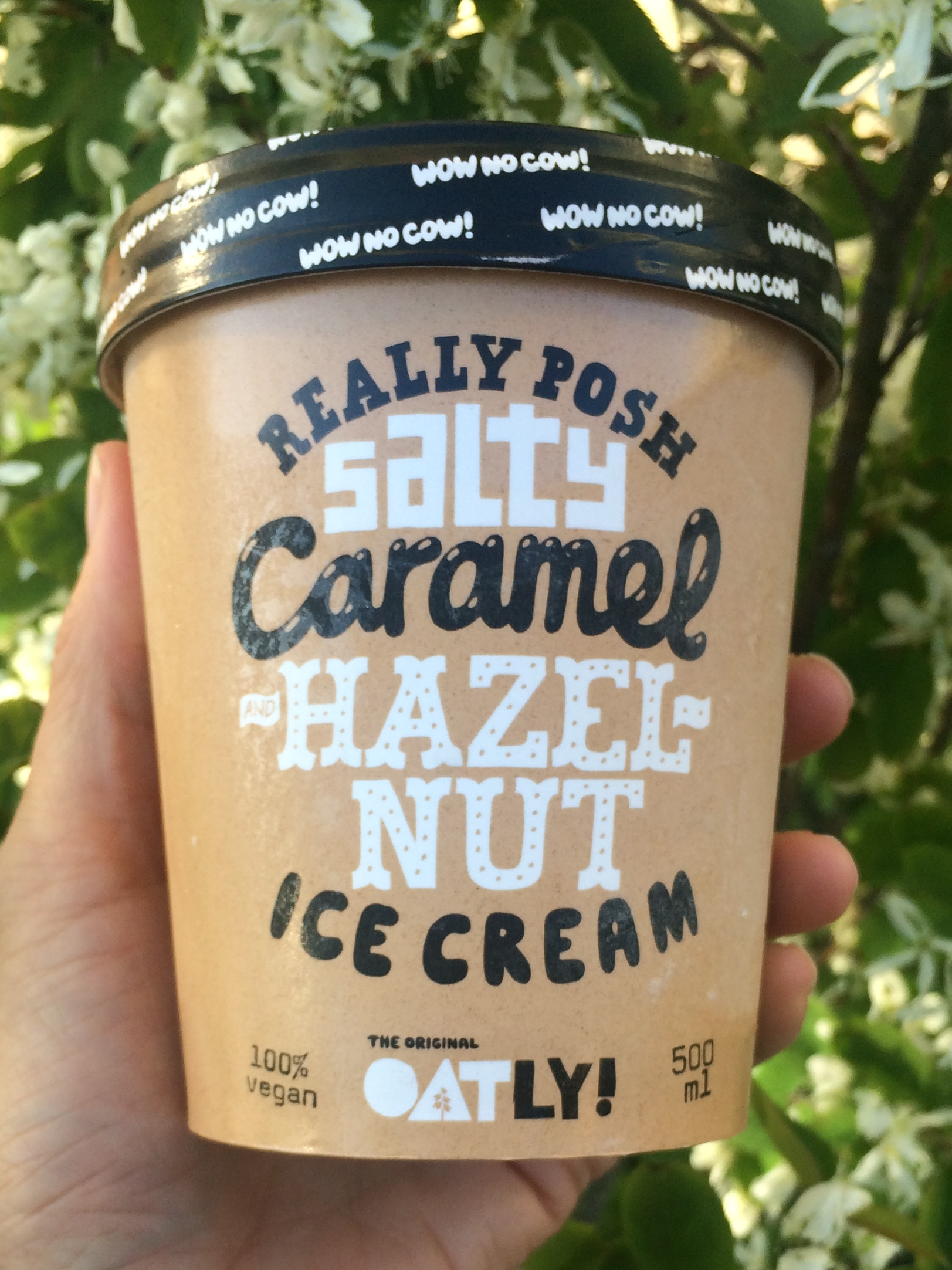
آيس كريم شوفان نباتي بالكراميل والبندق المالح

تأسست شركة أولتي في عام 1993 من قبل عالم الغذاء ريكارد أوستي وشقيقه بيورن أوستي.  الشركة الأم لـ Oatly AB هي Ceba AB ، التي أسسها ريكارد أوستي وآخرين مع شركة الحبوب Skånska Lantmännen في 17 فبراير 1994 غيرت مجموعة أوتلي اسمها من Havre Global AB في 1 مارس 2021.
أصبحت أوتلي الآن مملوكة جزئيًا لمجموعة مجموعة بلاكستون (7٪) و Verlinvest و China Resources (مجموعة مملوكة للدولة الصينية) و Industrifonden و Östersjöstiftelsen والموظفين. ضمت المجموعة أيضًا مشاهير مثل أوبرا وينفري وجاي زي، وكذلك مؤسس ستاربكس هوارد شولتز.
في عام 2020، قامت شركة أولتي ببيع حصة بقيمة 200 مليون دولار أمريكي لمستثمرين بما في ذلك مجموعة بلاكستون، التي موّلت الشركات التي أدت إلى إزالة الغابات على نطاق واسع في منطقة الأمازون، بالإضافة إلى دفع تطوير الطرق في أعماق الغابة لتصدير المواد الغذائية، أغضب المستهلكين وأدى إلى رد فعل عنيف ضد الشركة.
في عام 2021، تقدمت الشركة بطلب لإدراجها في بورصة ناسداك تحت رمز المؤشر "OTLY". عندما حددت الشركة شروط طرحها العام الأولي ، قدرت قيمتها المحتملة بأكثر من 10 مليارات دولار. وكان مورغان ستانلي وجي بي مورجان وكريدي سويس هم ضامنو الاكتتاب. تم تسعير سهم OTLY عند 17 دولارًا، لكن تم تداوله في اليوم الأول عند 22.12 دولارًا.

## منتجات
لدى أوتلي مجموعة من المنتجات بما في ذلك: حليب الشوفان والآيس كريم والقهوة الباردة وبدائل الزبادي وكريمة الطبخ والدهن والكاسترد.